# Финч, Генри
Генри Финч (англ. Henry Finch; 1558—1625) — английский юрист, политик и проповедник. Отец политика Джона Финча.
Окончил Колледж Христа в Кембриджском университете. Практиковал в суде с 1585 года. В 1593 году был избран в Палату общин английского парламента, в 1597 году переизбран и сохранял место в парламенте до 1601 года. После этого сосредоточился на работе в области теории права, особенно на создании сводного обзора общего права, изданного в 1613 году под названием «Номотехния» (лат. Nomotechnia, исправленное издание 1627); это сочинение стало основополагающим для британской юриспруденции на полтора столетия, вплоть до появления «Комментариев к английским законам» Уильяма Блэкстона. Выступал как соратник Фрэнсиса Бэкона. В 1614 году был вновь избран в парламент, на сей раз от города Сент-Олбанс.
Наиболее известен как один из создателей доктрины «христианского сионизма», утверждающей, что возвращение евреев на территорию Израиля является исполнением библейских пророчеств. Выступал с речами в защиту этой идеи, наиболее подробно изложил её в книге «Величайшая в мире реставрация, или Призвание евреев» (англ. The World's Great Restauration, or Calling of the Jews; 1621), за которую был арестован по приказу короля Якова и вынужден был выступить с покаянием. Концепция эта имеет в настоящее время многочисленных приверженцев в протестантских церквях Великобритании, США, Франции и ряда других стран.